# پیتر چانگ
پیتر چانگ (انگلیسی: Peter Chung؛ زادهٔ ۱۹ آوریل ۱۹۶۱) یک کارگردان اهل ایالات متحده آمریکا است.